# Железомарганцевые конкреции

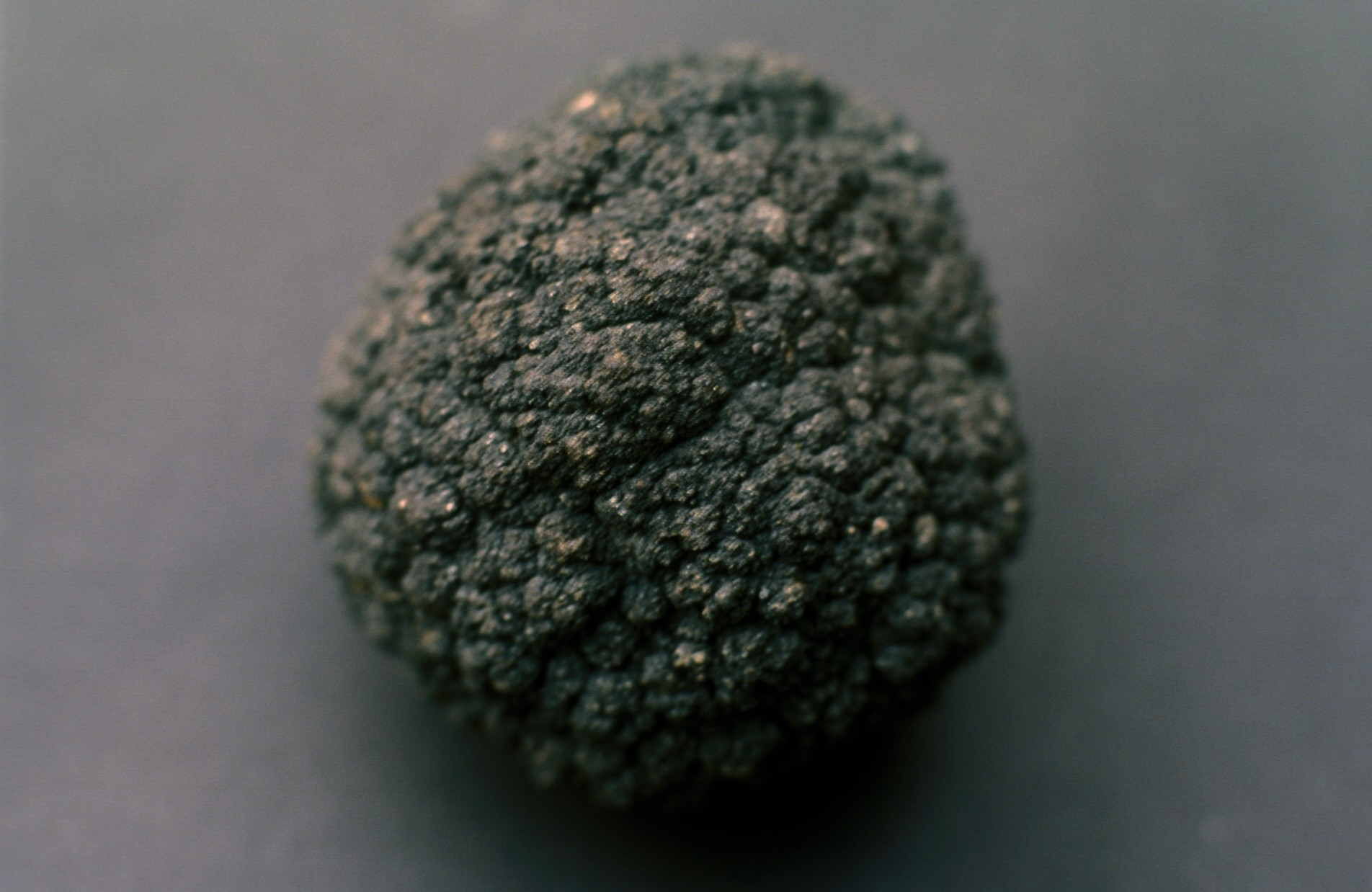
Железомарганцевая конкреция

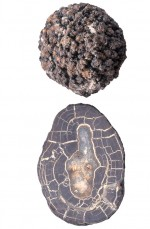
Железомарганцевая конкреция в разрезе

Железомарганцевые конкреции — конкреции с преобладанием в химическом составе железа и марганца, формирующиеся на дне озёр, океанов, а также в почвах. В первых двух случаях представляют практический интерес, в последнем могут являться диагностическим признаком при изучении почвы.

## Запасы железомарганцевых конкреций
На дне Мирового океана запасы составляют не менее 300 млрд т. Запасы трех океанов составляют 200 млрд т, в Атлантическом океане содержится 45 млрд т, в Тихом — 112 млрд т, в Индийском океане — 41 млрд т.
Месторождения залегают на относительно небольшой глубине, они являются типичными для залежей марганца, встречаются на глубине до 400 метров недалеко от берега Бразилии, Калифорнии и Японии. Конкреции у берегов Японии находятся на глубине от 100 до 360 метров на верхнем слое морского дна вдоль архипелага Аузу около Токио. Некоторые исследования показывают, что конкреции марганца залегают по всему Тихому океану на глубине, колеблющейся от 100 метров на островных шельфах, к югу от Хонму, до 7000 метров в Марианской впадине. Предполагают, что большая часть месторождений залегает на глубине от 3600 до 4500 метров. Конкреции обнаружили также в северо-западной части Тихого океана на глубине от 4500 до 5400 метров, на берегу США недалеко от зоны сбросов «Мендесино» между 20° и 25° северной широты на глубине больше, чем 3200 метров

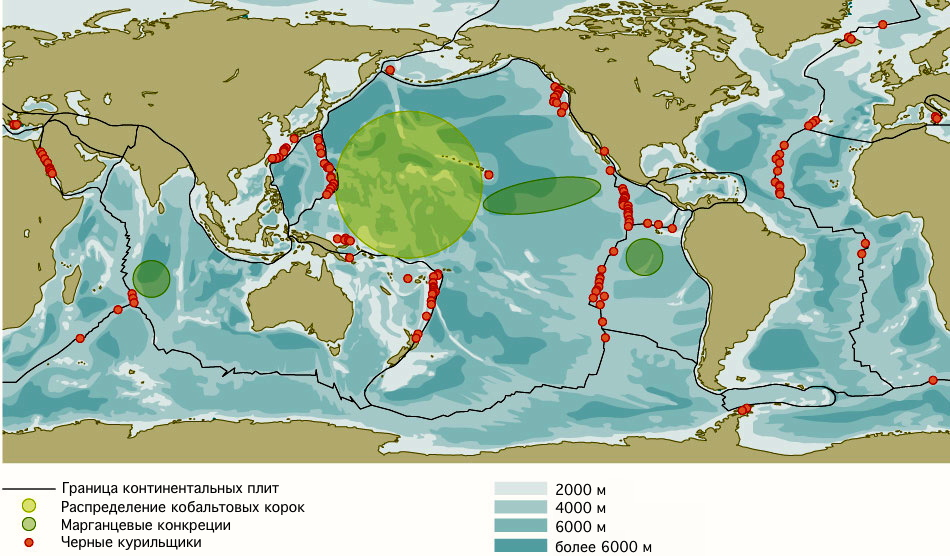
Распространение железомарганцевых конкреций

## Процесс образования железомарганцевых конкреций
Постоянные процессы образования конкреций позволяют значительно увеличить запасы полезных ископаемых. Величина годового накопления марганца в конкрециях Мирового океана в 3 раза превосходит его годовое потребление, кобальта в 4,5 раза, циркония примерно в 5 раз.

#### Образование железомарганцевых конкреций в озерах
Железомарганцевые конкреции возникают в озёрах таежно-лесной зоны, где много болот, в водах которых много органических кислот и органического вещества. Поэтому это восстановительные и кислые воды. В этих условиях железо и марганец находятся в двухвалентном состоянии. Они накапливаются в этих водах. Питаемые болотами ручьи приносят эти воды в озера и мелководные заливы морей, где обстановка окислительная и нейтральная или щелочная. Железо и марганец переходят в трехвалентное состояние и их оксиды (и гидроксиды) слагают железо-марганцевые конкреции, которые растут с помощью аналогичного рециклинга.

#### Образование железомарганцевых конкреций на дне океана
Проблема генезиса железомарганцевых конкреций сопряжена с проблемой скорости их роста. Согласно результатам датирования конкреций традиционными радиометрическими методами, скорость их роста оценивается миллиметрами за миллион лет, то есть намного ниже скоростей отложения осадков. По другим данным, в частности по возрасту органических остатков и по изотопному составу гелия, конкреции растут в сотни и тысячи раз быстрее и могут, как предполагают, оказаться моложе подстилающих осадков. До сих пор мы фактически не знаем, откуда берутся металлы, связанные в железо-марганцевых отложениях (ЖМО), каков механизм формирования конкреций, скорости их роста и др. И хотя исследований на эти темы опубликовано много, возможно тысячи, включая капитальные монографии, однако по-прежнему сохраняется дискуссионность и неопределенность во многих вопросах. Может случиться, что добыча конкреций и рудных корок (с подводных поднятий) начнется раньше, чем будут выяснены кардинальные вопросы их происхождения и роли в океанской среде. Ведь известно, что обогащенность ЖМО ценными металлами связана с их высокой сорбционной активностью, а это значит, что роль их в поддержании равновесия в составе морской воды огромна, и особенно в условиях резкого увеличения антропогенных и техногенных сбросов в океаны.

## Состав
В состав конкреций входят Mn (22,3—23,5 %), Fe (4,5—5,6 %), Co (0,19—0,22 %), Ni (1,24—1,54 %), Cu (1—1,17 %), Zn (0,113—0,117 %). Часто присутствуют и другие примеси. Такой состав делает выгодной их добычу.

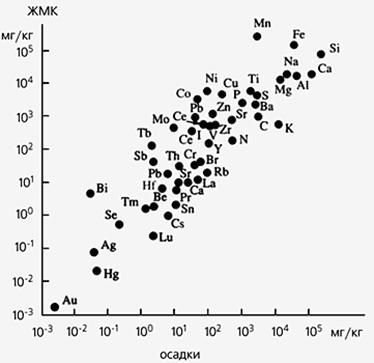
Соотношение средних содержаний химических элементов в железомарганцевых конкрециях и глубоководных осадках океана.

## Изучение
Железо-марганцевые конкреции в канадских озёрах были известны ещё с 1670 года, а океанические были открыты в 1868 году экспедицией Норденшельда на шведском судне «София» на дне Карского моря. Общепризнанным же является открытие конкреций в 1873 году английским судном «Челленджер» в 160 милях к юго-западу от Канарских островов. Вскоре конкреции нашли и в других местах. После Второй мировой войны образование конкреций всесторонне изучалось, и было получено много данных об этом. В 2024 году международная группа ученых обнаружила, что железомарганцевые конкреции на дне океана производят свободный кислород в полной темноте. Ранее считалось, что только живые организмы являются производителями кислорода на планете, делая это с помощью фотосинтеза, для которого необходим солнечный свет. Обнаружение абиогенного способа производства кислорода без солнечного света заставит радикально переосмыслить происхождение сложной жизни на Земле. Открытие также может иметь важные последствия для поиска жизни на других планетах, возможно, аналогичный процесс генерации кислорода может происходить и на других океанических мирах, в том числе и в Солнечной системе, на спутниках планет-гигантов, таких как Энцелад и Европа, создавая условия для существования жизни.

## Правовой статус
Международный орган по морскому дну установил несколько участков в Мировом океане, и закрепил за некоторыми государствами право вести геологоразведку в этом регионе.